# Hyphinomos
Hyphinomos is een geslacht van rechtvleugeligen uit de familie sabelsprinkhanen (Tettigoniidae). De wetenschappelijke naam van dit geslacht is voor het eerst geldig gepubliceerd in 1921 door Uvarov.

## Soorten
Het geslacht Hyphinomos omvat de volgende soorten:
- Hyphinomos fasciata Uvarov, 1921
- Hyphinomos svenhedini Ramme, 1950